# Пріон малий
Пріон малий (Pachyptila salvini) — морський птах родини буревісникових (Procellariidae).

## Назва
Вид названо на честь британського орнітолога Осберта Селвіна (1835-1898).

## Поширення
Поширений в південній півкулі. Розмножується на островах Принца Едуарда, островах Крозе, островах Амстердам і острові Сент-Поль. У негніздовий період трапляється у відкритому морі від Південної Африки на схід до Нової Зеландії.

## Опис
Дрібний буревісник завдовжки 29 см із сіро-білим оперенням та блакитним дзьобом. Як і пріон широкодзьобий, має пластинки на дзьобі, щоб фільтрувати морську воду для їжі.